# Мошнино (платформа)
Мошнино́ — остановочный пункт Северной железной дороги на участке Москва-Пасс.-Ярославская — Ярославль-Главный Александровского направления. Находится в селе Мошнине Александровского района Владимирской области.
Остановку имеют лишь поезда, следующие по маршруту Александров-I — Ярославль (Ростов-Ярославский). Прямые поезда от Москвы не имеют остановки.
Движение от станции возможно:
- На юго-запад: на Александров и далее на Москву-Ярославскую по Ярославскому направлению МЖД
- На северо-восток: на Ростов-Ярославский и далее на Ярославль-Главный

Работают пригородные электропоезда маршрутов:
- Александров — Ярославль-Главный (— Депо) (туда 4 поезда, 3 из них с заездом на станцию Ярославль (Московский вокзал) боковой линии, 1 на одну остановку далее до пл. Депо; обратно 3 поезда, 2 из них с заездом на Ярославль)
- Ростов-Ярославский — Александров (1 поезд)[1][2]

В 2015 году прошло обновление (реконструкция) телемеханики на участке Которосль — Мошнино.
В 2019 году произведён ремонт остановочного пункта. В ходе ремонта старое покрытие платформ было заменено, полоса безопасности выложена тактильной плиткой для удобства людей с ослабленным зрением, произведён ремонт обортовки